# Alois Hanslian
Alois Hanslian (Ennigerloh, 1 december 1943) is een Duitse beeldend kunstenaar.

## Levensloop
Na zijn grafiek en kunstenstudie werkte Hanslian in Duitsland en in het buitenland als artdirector en illustrator in reclamebureaus. Onder zijn werken zijn schilderijen voor galerijen en privé personen evenals boekillustraties. De parallel aan het Hanslian is actief als leraar voor tekening en creatieve cursussen.